# Орден «Гарашсызлык»
О́рден Незави́симости (туркм. «Garaşsyzlyk») — государственная награда Туркменистана.

## История
Орден Независимости был учреждён 18 июня 2001 года.
8 февраля 2014 года внешний вид ордена был изменён.

## Статут ордена
- Орден Туркменистана «Гарашсызлык» учреждён для награждения за особые трудовые и профессиональные достижения в различных областях жизни за 10 лет независимости Туркменистана.
- Орденом Туркменистана «Гарашсызлык» награждаются за особые заслуги в укреплении независимости Туркменистана, оборонной мощи и безопасности государства, утверждении законности и правопорядка в стране, упрочения международного авторитета Туркменистана; за успешное претворение в жизнь поставленных президентом Туркменистана целей и задач и блестящие достижения в области экономики, политики, культуры и других сферах деятельности; высокое профессиональное мастерство и творческий труд.
- Орденом Туркменистана «Гарашсызлык» награждаются граждане Туркменистана. Орденом «Гарашсызлык» президентом Туркменистана могут награждаться и граждане других государств.
- Награждение орденом Туркменистана «Гарашсызлык» осуществляется один раз в год и приурочивается ко Дню независимости Туркменистана. В иных случаях награждение орденом Туркменистана «Гарашсызлык» осуществляется по решению президента Туркменистана.
- Награждение орденом Туркменистана «Гарашсызлык» проводится по представлению руководителей центральных органов государственной власти и управления, хякимов велаятов и города Ашхабада, а также общественных организаций. Предложения представляются на рассмотрение президента Туркменистана.
- Награждённым орденом Туркменистана «Гарашсызлык»:
  - вручаются орден «Гарашсызлык» и свидетельство;
  - за счёт средств из государственного бюджета единовременная премия в национальной валюте — манатах, эквивалентная 1000 долларов США.
  - Награждённый получает ежемесячную надбавку к заработной плате, должностному окладу, пенсии, студенческой стипендии в размере 30 процентов от минимальной оплаты труда в Туркменистане.
  - Ежемесячные выплаты на предприятиях, в организациях и учреждениях, финансируемых из Государственного бюджета, осуществляются за счёт средств государственного бюджета, на остальных предприятиях, в организациях и учреждениях — за счёт их собственных средств.
- Награждение орденом Туркменистана «Гарашсызлык» осуществляется по Указу президента Туркменистана.
- Орден Туркменистана «Гарашсызлык» носится за золотой цепочке.

## Описание ордена «Гарашсызлык»

### с 2001 по 2014 год
Орден Туркменистана «Гарашсызлык» имеет форму восьмиугольника общим диаметром 78 мм. В центре большого круга на лицевой стороне ордена помещено изображение Государственного флага Туркменистана. В центре флага размещен барельеф с изображением президента Туркменистана Сапармурата Ниязова.
Из-под этих изображений вверх устремляются солнечные лучи. В верхней части круга ордена выпуклыми буквами нанесено слово «Garaşsyzlyk». В нижней части ордена размещены две оливковые ветви. На обрамляющих орден всех восьми углах размещены выпуклые изображения полумесяца и пяти пятиконечных звезд. Орден носится на золотой цепочке. На оборотной стороне ордена выпуклыми буквами написано «Türkmenistanyň Garaşsyzlygynyт 10 эyllygyna», под надписью размещено изображение Монумента независимости.
Орден «Гарашсызлык» изготавливается из чистого золота (995-й пробы).

#### Планка ордена

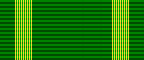

Основа планки ордена выполнена из шёлковой ткани зелёного цвета, с обеих её сторон расположены вертикальные колонны светло-зелёного цвета, на которые нанесены жёлтые полоски.

### с 2014 года
Знак ордена выполнен в виде восьмиугольника, каждый угол которого увенчан округлым бубенчиком. Пространство между углами соединяется полукругами, покрытыми зелёной эмалью, в них заключены линии в виде лучей солнца и национальные орнаменты. Общий диаметр ордена — 42 мм.
В центре ордена, в средней части позолоченного круга диаметром 23 мм на фоне лучей восходящего солнца расположена карта Туркменистана, покрытая эмалью зелёного цвета, и позолоченный выпуклый контур Монумента Независимости Туркменистана. В верхней части центрального круга ордена, на окаймляющей его окружности диаметром 30 мм, покрытой эмалью зелёного цвета, имеется позолоченная надпись «GARAŞSYZLYK», в нижней части расположены расходящиеся позолоченные оливковые ветви.
В каждом углу ордена находятся пять циркониевых камней, а в середине углов — камни красного цвета.
Знак соединяется с помощью колечка с окантованной позолоченным орнаментом колодкой, покрытой эмалью зелёного цвета, в виде открытой книги размером по высоте — 20 мм, шириной — 31 мм. Посередине колодки, на колонне, покрытой эмалью красного цвета, находятся пять позолоченных туркменских ковровых гёлей.
Орден изготавливается из серебра 925 пробы, покрытого позолотой.